# Hyacinthe-Adélard Fortier
Pour les articles homonymes, voir Fortier.
Hyacinthe-Adélard Fortier, né le 11 décembre 1875 à Saint-Hermas et mort le 18 janvier 1966 à Hull, est un avocat, homme politique et juge canadien.

## Biographie
Né à Saint-Hermas dans la région des Laurentides, Fortier étudie au Séminaire de Sainte-Thérèse et à l'université Laval à Montréal. Admis au Barreau du Québec en 1899, il part pratiquer le droit à Hull avec Charles Beautron Major. Il sert ensuite comme procureur de la couronne dans le district d'Ottawa et servit comme bâtonnier du Barreau de Hull de 1912 à 1916. Il a été échevin de la ville de Hull du 15 janvier au 30 décembre 1912.
Élu député du Parti libéral du Québec dans la circonscription provinciale de Labelle en 1912, il est réélu en 1916. Il démissionna en 1917 pour se présenter sur la scène fédérale.
Élu député des Libéraux de Laurier dans la circonscription fédérale de Labelle en 1917, il est réélu député libéral en 1921. Il ne se représente pas en 1925 pour devenir juge à la Cour supérieure du Québec jusqu'en 1958.

### Distinctions
- Conseil en loi du Roi le 5 novembre 1912
- Doctorat en droit honoris causa de l'université d'Ottawa en 1949